# Cassini-Huygens
Letjelica Cassini je svemirska letjelica koja je istraživala Saturn, njegove prstene i mjesece. Lansirana sa Zemlje 15. listopada 1997. na putovanje do Saturna i njegovih satelita dugo sedam godina. U Saturnovu orbitu ušla je 1. srpnja 2004. Na sebi je nosila ESA-inu sondu Huygens koja se spustila na Titan 2005. i poslala mnoštvo podataka.

## Huygens

#### Uvod
Huygens je ESA-ina sonda koja je 2004. na orbiteru Cassini stigla do Saturna te je kasnije otpuštena u Titanovu atmosferu. Huygens je mapirao površinu Titana pri spuštanju te poslao nekoliko slika tla. Ime je dobio po nizozemskom astronomu Christiaanu Huygensu koji je otkrio taj Saturnov satelit.

#### Letjelica
Sonda Huygens pričvršćena je na letjelicu Cassini i napravila ju je ESA. Svakih šest mjeseci na putu do Saturna sonda i sustav su provjeravani. Na sam Božić 2004. godine, Huygens se odvojio od Cassinija i krenuo na svoj 21-dnevni put prema Titanu. Pri ulasku u atmosferu, temperatura je bila oko 2000 Celzijevih stupnjeva, što je Huygensov toplinski štit dobro izdržao. Brzina se zbog trenja smanjila s 21 000 km/h na 1800 km/h. Na visini od 180 km, otvorio se padobran promjera 8,3 metra. Na visini od 120 km, otvorio se jedan manji padobran koji je dodatno usporio Huygens. Na visini od 60 km, uključuje se plinski kromatograf i maseni spektrometar te instrumenti za ispitivanje atmosfere i dvije kamere. Huygens je konstruiran za 2,5 sata rada i najmanje tri minute rada na površini. Brzina pri udaru u tlo Titana iznosila je 5 m/s. Sa sondom je Huygens, koja je signale odašiljala puno duže nego što je bilo predviđeno, sve bilo u redu. Naime, sonda je slala podatke i nakon što je Cassini zašao za obzor Titana, a podatci koje je letjelica poslala "osluškivat" će se sa Zemlje.

### Instrumenti
Na Huygens je smješteno 6 instrumenata.
Plinski kromatograf i maseni spektrometar analizirat će Titanovu atmosferu, dok je Huygensov instrument za atmosfersko ustrojstvo zadužen za mjerenje fizikalnih i električnih svojstava atmosfere.

## Cassini

### Letjelica
Cassini je vrlo teška letjelica. Ima masu od čak 5774 kg. Jedine letjelice teže od nje bile su Phobos 1 i Phobos 2. Više od 50 % mase letjelice otpada na gorivo. Dimenzije su letjelice: 6,7 m (visina) x 4 m (širina). Cassini i Huygens bili su gotovo potpuno neaktivni na putu do Saturna. Izvode samo provjere sustava i cijele letjelice.

#### Uvod
Cassini je NASA-ina letjelica poslana 1997. godine u istraživanje Saturna, njegovih prstenova i satelita. Ime je dobila po francuskom astronomu Giovanniju Domenicu Cassiniju. Letjelica je do cilja stigla 1. srpnja 2004.

#### Letjelica
Letjelica Cassini je nakon dolaska do Saturna nastavila letjeti oko njegovih prirodnih satelita i još će nekoliko puta proletjeti pokraj Titana. Cassini sa Zemljom razgovara putem triju antena. Podatcima treba od 68 do 84 minute da stignu do Zemlje. Za razliku od drugih letjelica koje koriste fotonaponske ćelije, Cassini kao izvor energije koristi radio-izotopni termoelektrični generator koji pretvara toplinu nastalu radioaktivnim raspadom u električnu energiju. Tri su generatora na Cassiniju ukupne snage 700 Watta.
Letjelica ima dva glavna motora i čak šesnaest manjih koji izvode precizne promjene smjera.
Da bi stigao do Saturna, morao je koristiti gravitacijsku praćku Venere (2 puta), Zemlje i Jupitera. Računalo na Cassiniju je složeno. Ono može u slučaju prekida veze sa Zemljom čak četiri tjedna samostalno održavati letjelicu, a računalo može preživjeti i izboje Sunčevih baklji.

### Instrumenti
Na Cassiniju je smješteno 12 instrumenata.
Sustav za radijsko znanstveno istraživanje proučavao je atmosferu, prstenove i gravitacijsko polje Saturna i njegovih satelita.
Znanstveni je podsustav za slikovnu dijagnostiku slikavao u vidljivom, ultraljubičastom i infracrvenom dijelu spektra.
Cassinijev radar koji je kartografirao Titanovu površinu.
Ionski i neutralni maseni spektrometar istražuje neutralne i nabijene čestice.
Kartografski spektrometar vidljivog i infracrvenog dijela spektra određuje kemijski sastav atmosfere, prstenova i satelita.
Analizator kozmičke prašine proučava led i prašinu u blizini Saturna.
Znanstveni sustav za radiovalove i plazmatske valove istražuje valove plazme.
Cassinijev plazmatski spektrometar istražuje plazmu unutar Saturnovog magnetskog polja.
Spektrograf za slikovnu dijagnostiku u ultraljubičastom dijelu spektra mjeri energiju ultraljubičastog zračenja.
Instrument za magnetosfernu slikovnu dijagnostiku snima Saturnovo magnetsko polje.
Magnetometar dvjema tehnikama proučava Saturnovo magnetsko polje, prstenove te Saturnove mjesece.

## Kraj misije i uništenje
Cassinijev kraj uključivao je niz bliskih prolaza kraj Saturna, približavanje unutar prstenova, zatim ulazak u Saturnovu atmosferu 15. rujna 2017. kako bi uništili svemirsku letjelicu. Ova metoda je odabrana, jer je neophodno osigurati zaštitu i spriječiti biološko onečišćenje bilo kojeg mjeseca Saturna za koji se misli da je moguće da na njemu ima nekog oblika života (posebno Titan i Encelad). Konačni let Titan 22. travnja 2017. promijenio je orbitu kako bi letio kroz jaz između Saturna i njegovog unutarnjeg prstena nekoliko dana kasnije, 26. travnja. Cassini je prošao oko 3100 km iznad Saturnovog sloja oblaka i 320 km (200 milja) ) s vidljivog ruba unutarnjeg prstena; uspješno je snimao Saturnovu atmosferu i već sljedećeg dana počeo slati podatke. Nakon dodatne 22 orbite kroz jaz, misija je završena zaronom u Saturnovu atmosferu 15. rujna; signal je izgubljen u 07:55:46 EDT 15. rujna 2017., samo 30 sekundi kasnije od predviđenog. Procjenjuje se da je svemirski brod izgorio oko 45 sekundi nakon posljednjeg odašiljanja podataka. 

## Vanjske poveznice
- Cassini-Huygens misija - Detaljno na hrvatskom (CroEOS .net)
- https://web.archive.org/web/20070426162116/http://saturn.jpl.nasa.gov/home/index.cfm
- http://saturn.jpl.nasa.gov/operations/present-position.cfm  Arhivirana inačica izvorne stranice od 16. listopada 2008. (Wayback Machine)
- http://www.esa.int/SPECIALS/Cassini-Huygens/
- Cassini-Huygens (NASA)
- Cassini-Huygens (ESA)